# Maria Boetyrskaja
Maria Viktorovna Boetyrskaja (Russisch: Мария Викторовна Бутырская) (Moskou, 28 juni 1972) is een Russisch oud-kunstschaatsster. Ze nam tweemaal deel aan de Olympische Spelen, maar won hierbij geen medailles.
In 1999 werd ze op 26-jarige leeftijd wereldkampioen, ze was daarmee de eerste Russische vrouw en tevens de oudste vrouw die deze titel won. In 1998, 1999 en 2002 (op 29-jarige leeftijd en daarmee ook hier de oudste vrouw die deze titel won) werd ze Europees kampioen. In 1993 en van 1995-1999 werd ze Nationaal kampioen.

## Belangrijke resultaten
| Kampioenschap           | 1992  | 1993 | 1994   | 1995 | 1996  | 1997 | 1998  | 1999 | 2000   | 2001   | 2002   |
| ----------------------- | ----- | ---- | ------ | ---- | ----- | ---- | ----- | ---- | ------ | ------ | ------ |
| Olympische Spelen       |       |      |        |      |       |      | 4e    |      |        |        | 6e     |
| Wereldkampioenschap     |       | 38e  |        |      | 4e    | 5e   | Brons | Goud | Brons  | 4e     | dnf    |
| Europees Kampioenschap  |       | 5e   | 4e     | 7e   | Brons | 4e   | Goud  | Goud | Zilver | Zilver | Goud   |
| Nationaal Kampioenschap | Brons | Goud | Zilver | Goud | Goud  | Goud | Goud  | Goud | Zilver | Brons  | Zilver |